# Agustín de Castro
Agustín de Castro (Tarancón, Cuenca, ¿? - San Lorenzo de El Escorial, 1820), monje jerónimo, periodista, escritor y libelista reaccionario español.

## Biografía
Monje jerónimo, predicó por La Mancha y, más tarde, ya periodista, se mostró intransigente con los liberales, a los que atribuía todos los males de la nación:
Tres mil o cuatro mil enemigos de vuestra majestad, mandados los unos a una hoguera y los otros a una isla incomunicable, en nada disminuyen el número de vuestros vasallos. [...] No, la multitud de reos no debe ser un estorbo al castigo; al contrario, por lo mismo que son tantos es necesario más rigor. (A. de Castro, Atalaya de La Mancha en Madrid)
Fue redactor principal de la clandestina Gaceta de la Provincia de La Mancha (1812-1813), impresa en Elche de la Sierra y Ciudad Real durante la Guerra de la Independencia, y en Madrid, de Atalaya de La Mancha en Madrid (1813-1815), reeditada en Sevilla por lo menos en 1814. Este periódico tuvo mucha importancia en la historia del periodismo español, desde el punto de vista formal, por el gracejo cervantino con que estaba escrito, que fundó escuela, pero se mostró sin embargo reaccionario y cruel con los liberales. Denunció en este periódico la existencia de una supuesta Constitución secreta jacobina de la cual publicó algunos fragmentos causando un gran escándalo, asunto oscuro que fue investigado sin que se sacase nada en limpio. Asimismo, fue denunciado por el escritor liberal José Mor de Fuentes a causa del número 7.º, "injurioso y calumnioso". Por otra polémica con El Ciudadano fue detenido y conducido a la cárcel el 9 de noviembre de 1813, aunque por estar enfermo quedó retenido en su casa. La causa seguía a comienzos de 1814. En La Atalaya de 12 de marzo publicó los nombres de los liberales presos e hizo que los ciegos que vendían el periódico lo pregonasen como "Lista de los traidores"; este incidente le valió una pensión de 10.000 reales. En la Atalaya parece ser que también fue redactor o colaborador el también fraile mercedario calzado, igualmente reaccionario y absolutista, fray Manuel Martínez Ferro (1774-1827), especialmente obsesionado con quemar a los afrancesados.
Fue ministro honorario de la Inquisición, ausente entre 1817 y 1820. Se le sepultó en el Real Monasterio de San Lorenzo de El Escorial, el 26 de septiembre de 1820.